# Ludność Kalisza
Ludność Kalisza – liczba ludności Kalisza na dzień 30 czerwca 2014 wynosiła 103 378 osoby.
- 1897 – 24 418 (spis powszechny)
- 1931 – 55 125
- 1939 – 81 000
- 1946 – 48 029 (spis powszechny)
- 1950 – 55 542 (spis powszechny)
- 1955 – 66 099
- 1960 – 69 946 (spis powszechny)
- 1961 – 71 900
- 1962 – 72 400
- 1963 – 74 600
- 1964 – 75 200
- 1965 – 75 753
- 1966 – 76 500
- 1967 – 78 800
- 1968 – 79 700
- 1969 – 80 800
- 1970 – 81 454 (spis powszechny)
- 1971 – 82 429
- 1972 – 83 600
- 1973 – 84 500
- 1974 – 85 746
- 1975 – 87 302
- 1976 – 93 300
- 1977 – 95 100
- 1978 – 95 800 (spis powszechny)
- 1979 – 97 700
- 1980 – 98 921
- 1981 – 100 340
- 1982 – 101 510
- 1983 – 102 873
- 1984 – 103 506
- 1985 – 104 140
- 1986 – 105 039
- 1987 – 105 285
- 1988 – 105 700 (spis powszechny)
- 1989 – 106 087
- 1990 – 106 151
- 1991 – 106 502
- 1992 – 106 551
- 1993 – 106 680
- 1994 – 106 821
- 1995 – 106 706
- 1996 – 106 746
- 1997 – 106 719
- 1998 – 106 641
- 1999 – 108 583
- 2000 – 110 104
- 2001 – 109 680
- 2002 – 109 385 (Narodowy Spis Powszechny 2002)
- 2003 – 108 920
- 2004 – 108 792
- 2005 – 108 841
- 2006 – 108 477
- 2007 – 108 031
- 2008 – 107 140
- 2009 – 107 019
- 2010 – 106 664
- 2011 – 105 122
- 2012 – 104 676
- 2013 – 103 997
- 2014 – 103 738[1]
- 2015 – 102 808
- 2016 – 102 249
- 2017 – 101 625
- 2018 – 100 975
- 2019 – 100 246
- 2020 – 99 106[2]

## Skład narodowościowy w przeszłości
Skład narodowościowy i etniczny Kalisza w zaborze rosyjskim w 1897 na podstawie danych ze spisu powszechnego Imperium Rosyjskiego:
1. Polacy: 18 472 (75,65%)
2. Żydzi: 3 179 (13,02%)
3. Rosjanie: 1 426 (5,84%)
4. Niemcy: 1 152 (4,72%)

## Powierzchnia Kalisza
- 1906 – 6,05 km²
- 1934 – 24,13 km²
- 1963 – 30,1 km²
- 1976 – 53 km²
- 1995 – 55,01 km²
- 1996 – 55,27 km²
- 2000 – 69,77 km²
- 2006 – 69,42 km²